# Saad al-Katatni

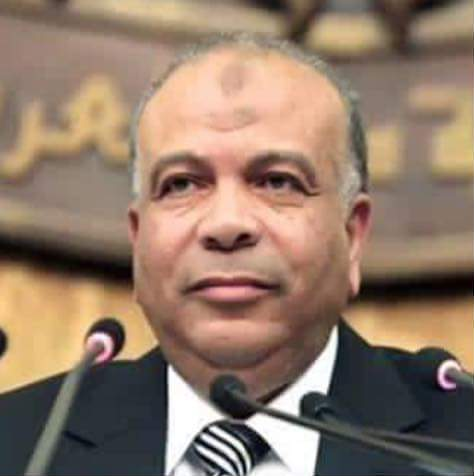
Saad al-Katatni

Mohamed Saad Tawfik al-Katatni (arabisch محمد سعد توفيق الكتاتني, DMG Muḥammad Saʿd Taufīq al-Katātinī; * 3. April 1952 in Girga) ist ein islamistischer Politiker in Ägypten. Er war 2012 für sechs Monate lang Parlamentspräsident und ist seit dem 19. Oktober 2012 Vorsitzender der Freiheits- und Gerechtigkeitspartei, dem politischen Arm der Muslimbrüder.

## Leben
Al-Katatni schloss 1974 sein Studium an der naturwissenschaftlichen Fakultät der Universität von al-Minya ab und erhielt auch einen Bachelor-Abschluss in Literatur von der gleichen Universität. Er erhielt einen Mastergrad in Naturwissenschaften und promovierte 1984 im gleichen Fach.
Al-Katatni war ursprünglich ein Mitglied des Führungsrates der Muslimbrüder. Seit der Gründung der Freiheits- und Gerechtigkeitspartei am 30. April 2011 dient al-Katatni als Generalsekretär der islamistischen Partei, die durch die Organisation der Muslimbruderschaft gegründet wurde. Am 23. Januar 2012 wurde er zum Präsidenten der Ägyptischen Volksversammlung ernannt. Nach dessen Auflösung wurde er Vorsitzender der Freiheits- und Gerechtigkeitspartei. Im Juli 2013 wurde er im Rahmen der Ereignisse um die Absetzung Mohammed Mursis durch das Militär inhaftiert.